# Rødbyhavn
Rødbyhavn är ett samhälle med 1 669 invånare (2017) i Lollands kommun i region Själland, på den danska ön Lolland vid sundet Fehmarn Bält. Rødbyhavn har färjeförbindelse med tyska Puttgarden på ön Fehmarn. Denna färjeförbindelse används numera endast av biltrafik. 1997 upphörde godstågstrafiken och 2019 persontågstrafiken.
I västra delen av Rødbyhavn, vid Fehmarn Bält, ligger semesteranläggningen Lalandia.

### Fotnoter
1. ↑  Mätning på ”SDFE kortviewer”. SDFE. Arkiverad från originalet den 13 november 2020. https://web.archive.org/web/20201113052319/https://sdfekort.dk/. Läst 8 oktober 2017.
2. 1 2  ”Folketal 1. januar efter byer og tid”. Danmarks statistik. http://www.statistikbanken.dk/BY1. Läst 8 oktober 2017.